# Hospital Dr. Max Peralta Jiménez
El Hospital Dr. Maximiliano Peralta Jiménez, más conocido como Hospital Max Peralta,  es un centro médico estatal perteneciente a la Caja Costarricense del Seguro Social. Se encuentra ubicado al sur de la ciudad de Cartago, Costa Rica. Es el hospital más importante de la provincia de Cartago.
Debido a su complejidad y especialización de servicios, el Max Peralta tiene una categoría de Clase A (junto con los hospitales Calderón Guardia,  México y San Juan de Dios). El estatus de Categoría A de Hospitales lo obtuvo según el artículo 7.º de la sesión N.º 7548 del 17 de mayo de 2001 suscrito por la Junta Directiva de la Caja Costarricense de Seguro Social, siendo el primero en su género fuera de San José.
Su área de atención incluye la mayor parte de su provincia, así como vastas zonas del sur de la de San José, como la Zona de los Santos.
Fue declarado como Institución Benemérita de la Patria, por la Asamblea Legislativa en el año 2000.

## Historia
Corría el año de 1778 cuando en ese entonces el gobernador Juan Flores impulsa la idea de fundar un hospital, el primer hospital de Cartago debidamente establecido se remonta a 1782 y estuvo situado en algún lugar de la recordada Plaza de la Soledad donde fue traslado a diferentes partes hasta donde hoy se encuentra ubicado. 
La historia del Hospital sin duda alguna va unida al Dr. Maximiliano Peralta Jiménez, quien tras concluir sus estudios secundarios, parte a Norteamérica a estudiar medicina y años después regresa a Cartago para aportar sus grandes ideas y conocimientos científicos en su ciudad natal, no le interesaba el dinero, pues los pobres que acudían a su consulta no solo volvían a sus hogares con un diagnóstico sino también con las medicinas gratis. 
Tras el terremoto de Cartago de 1910 una de las grandes preocupaciones de Peralta era reconstruir el hospital y logra con esfuerzo de todos los cartagos levantarlo de nuevo y en pocos años el hospital se ubica en una situación envidiable por la eficiencia en atención social que se brindaba y se ofrece en la actualidad. 
Se construye una maternidad que se convierte luego en un hospital de niños, anexo al Max Peralta y que se constituyó en la primera institución de ese tipo que contara el país. Tantos y satisfactorios fueron los resultados que en esa época se empezaba a analizar seriamente la posibilidad de construir el Hospital Nacional de Niños cuya sede queda hoy en la capital. 
El Benemeritazgo para el Hospital Max Peralta de Cartago responde a la imperiosa necesidad de hacer justicia a todas las mujeres y hombres que hicieron posible gracias al esfuerzo y sacrificio conjunto de toda una comunidad que un sueño se convirtiera en una feliz realidad y lograr así que cientos y cientos de ciudadanos que requerían y necesitan de atención médica fueran atendidos y de esa manera colaborar en el fortalecimiento no solo del progreso que en materia de salud se refiere sino también en aumentar la solidez de las instituciones públicas en los pilares fundamentales de la estructura democrática costarricense. 
Aunque la ciudad de Cartago ha contado con un hospital público desde hace más de 200 años, no fue sino hasta el siglo XX que el Hospital Max Peralta se consolidó como una institución al servicio de la comunidad nacional y por supuesto en el transcurso de esa vida institucional el nosocomio ha aportado no solo a nivel nacional sino también internacional significativos capítulos en el desarrollo científico. 
Debido a la rica historia de servicio social y por su extraordinario aporte científico, investigativo, educativo y cultural que ha desplegado ese nosocomio, orgullo de los costarricenses, son los sobrados motivos para que se declare a este hospital Benemérito de la Patria.

## Acontecimientos importantes recientes
El Hospital Max Peralta de Cartago ha desarrollado nuevas actividades tecnológicas, sociales y de ampliación en diferentes servicios médicos a partir de la declaratoria de ente desconcentrado en máximo nivel y el reconocimiento de Categoría A de Hospitales según el artículo 7.º de la sesión N.º 7548 del 17 de mayo de 2001 suscrito por la Junta Directiva de la Caja Costarricense de Seguro Social. 
A partir del mencionado reconocimiento se iniciaron programas de atención a la salud tales como diálisis peritoneal ambulatoria, hemodiálisis, programa de anticoagulados, soporte nutricional (niños y adultos), broncoscopia y terapia respiratoria, ostomizados, cirugías complejas como Whipple, esplenectomía laparoscópica, sustitución de aorta abdominal, quimioterapia, oncología médica y quirúrgica, cirugía de tumores intracraneales, arteriografías, nefrolitotomía percutánea, cistectomía radical con vejiga ileal, cirugía endoscópica uretral, gástrica y ortopédica cirugía intrauterina con intervención fetal (hidrotórax). 
Se cuenta con nuevos servicios como geriatría, perinatología (embarazo de alto riesgo), neurología pediátrica, gastroenterología pediátrica, nefrología, rehabilitación, ginecología oncológica y un gran Centro de Detección Temprana de Cáncer Gástrico que ha promovido la disminución del 22% en la mortalidad por cáncer gástrico en Costa Rica y que es un orgullo nacional. En el área de Emergencias Hospitalarias se han desarrollado unidades de soporte pediátrico, inhaloterapia, sala de choque, laboratorio y farmacia satélite, se han incorporado cuatro especialistas en emergencias (emergenciólogos) se cuenta además con el Servicio de Emergencias Ginecoobstétricas abierta las 24 horas, para mejorar la atención de las mujeres cartaginesas y de otras áreas.
Es propicio comentar que el 31 de agosto de 2005, se realizó el primer trasplante renal con donador vivo, procedimiento realizado con éxito.
Al 2007, se ha capacitado personal de enfermería y otros servicios, por lo que se cuenta con mayor grado de “expertis” en diferentes disciplinas de la salud. Asimismo se mejoró la infraestructura de Consulta Externa, Nutrición, Área de Bienes y Servicios, dotación de extintores y equipos de seguridad dando énfasis a planes de mitigación de emergencias y desastres. En noviembre de 2006, el hospital realizó el primer simulacro de desastre hospitalario de la C.C.S.S.

## El doctor Benemérito
El Hospital lleva el nombre del Dr. don Maximiliano Peralta Jiménez (1871-1922), un médico cartaginés.
Peralta fue graduado de Médico y Cirujano en la Universidad de Pensilvania en 1896 e incorporado posteriormente a la Facultad de Medicina de Costa Rica el 27 de julio de 1896.
Fue médico del pueblo, sirvió a la Junta de Caridad y al Hospital de Cartago, puso su vida entera al servicio de este Centro asistencial, el cual fue bautizado póstumamente con su nombre.  
Al fallecer, a la prematura edad de 50 años víctima de cáncer,  dejó su cuantioso capital en beneficio de la Institución. El 13 de agosto de 1922, la Hermandad de la Caridad de Cartago, acordó que el Hospital llevara el nombre de Maximiliano Peralta.